# 옥천초등학교 (강원)
옥천초등학교는 대한민국 강원특별자치도 강릉시에 있는 공립 초등학교이다.

## 학교 연혁
- 1943.06.10	옥천공립보통학교로 설립 인가
- 1943.07.06	옥천공립보통학교 개교(6학급)
- 1944.07.06	초대교장 小林義吉(일본인)
- 1945.05.10	학교 건물(교실 7, 사택 1, 창고 1) 기공식
- 1953.08.17	제1회 전국 국민학교 축구선수권대회 우승
- 1980.03.01	55학급 편성(특수학급 1 포함)
- 1981.09.01	포남국민학교 분리(835명 전출) 후 43학급 편성
- 1987.03.01	남강국민학교 분리(213명 전출) 후 42학급 편성
- 1996.03.01	옥천초등학교로 개칭(법률 제5,069호), 30학급 편성
- 1998.09.01	운산분교장 격하 편입
- 2003.06.03	전국소년체전 여자배구 우승 및 전국규모 배구대회 5관왕 달성
- 2003.10.18	개교 60주년 기념행사(기념탑, 타임캡슐 제막 및 체육관 개관등)
- 2003.10.19	개교 60주년 기념 총동문회 체육대회
- 2008.01.28	예절실 1실 개관
- 2008.12.17	영어체험교실 3실 개관
- 2012.08.20	음악실 1실 개관
- 2012.08.20	도서관 1.5실 리모델링
- 2013.05.28	제42회 전국소년체육대회 여자배구 동메달 획득
- 2014.05.16	돌봄교실 1실 및 보조 돌봄교실 2실 개설
- 2016.02.29	옥천초등학교 병설유치원 폐원
- 2019.03.01	13학급 편성(특수학급 1포함), 운산분교장 6학급 편성
- 2019.03.01	옥천초등학교병설유치원 개원(2학급)
- 2021.01.14	제76회 졸업식(졸업생 38명, 졸업생 누계 18,883명)
- 2021.03.01	제37대 최규남 교장 부임
- 2022.03.01	운산분교장을 운산초등학교로 재분리

## 참고 자료
- 옥천초등학교 - 한국교육학술정보원 학교알리미